# Greta Pinzani
Greta Pinzani (* 14. Februar 2005 in Tolmezzo) ist eine italienische Nordische Kombiniererin.

## Werdegang
Pinzani, die für Sci Cai Monte Lussari startet, gab am 25. August 2017 im Rahmen des Jugend-Grand-Prix in Oberstdorf ihr internationales Debüt und belegte dabei den vorletzten Platz in ihrer Alterskategorie. Am 10. August 2018 trat sie erstmals im Skisprung-Alpencup an, ehe sie Anfang Februar 2019 auch an den Kombinationswettbewerben dieser Nachwuchsserie der OPA teilnahm. In den folgenden Jahren startete sie regelmäßig im Alpencup. Am 22. Januar 2021 debütierte sie in Eisenerz im Continental Cup. Pinzani konnte an allen drei Wettkampftagen die Punkteränge erreichen. Bei den Nordischen Junioren-Skiweltmeisterschaften 2021 in Lahti lief sie auf den 28. Platz. Nachdem Pinzani Mitte August 2021 in Bischofsgrün erstmals das Alpencup-Podest erreicht hatte, wurde sie wenige Wochen später in Villach erstmals im Grand Prix, der höchsten Wettkampfserie im Sommer, eingesetzt und belegte dabei die Ränge 20 und 22. In der Gesamtwertung nahm sie den 29. Platz ein. Bei den Nordischen Junioren-Skiweltmeisterschaften 2022 in Zakopane belegte sie Rang 13.
Am 6. Januar 2023 nahm Pinzani im Rahmen eines Mixed-Teams im estnischen Otepää erstmals an einem Weltcup-Wettbewerb teil. Zwei Tage später gewann sie bei ihrem Einzeldebüt mit dem 21. Platz ihre ersten Weltcuppunkte.
Beim EYOF 2023 nahm Pinzani sowohl in der Nordischen Kombination als auch im Skispringen teil. Bei jedem ihrer drei Starts gewann sie jeweils eine Silbermedaille. Bei den Nordischen Junioren-Skiweltmeisterschaften 2025 in Lake Placid wurde sie gemeinsam mit Anna Senoner Sechste im Teamsprint. Im Einzel belegte sie den 15. Platz.  Bei den Nordischen Skiweltmeisterschaften 2025 in Trondheim belegte sie im Massenstart Rang 30 sowie im Gundersen-Rennen Rang 35.

## Privates
Greta ist die Tochter des ehemaligen italienischen Nordischen Kombinierers Simone Pinzani.

## Statistik

### Platzierungen bei Weltmeisterschaften
| Jahr und Ort   | Wettbewerb | Wettbewerb  | Wettbewerb |
| Jahr und Ort   | Gundersen  | Massenstart | Mixed-Team |
| -------------- | ---------- | ----------- | ---------- |
| 2023 Planica   | 25.        | —           | —          |
| 2025 Trondheim | 35.        | 30.         | —          |

### Weltcup-Platzierungen
| Saison  | Platz | Punkte |
| ------- | ----- | ------ |
| 2022/23 | 34.   | 010    |
| 2023/24 | 31.   | 070    |
| 2024/25 | 33.   | 101    |

### Grand-Prix-Platzierungen
| Saison | Platz | Punkte |
| ------ | ----- | ------ |
| 2021   | 29.   | 020    |
| 2023   | 22.   | 088    |
| 2024   | 12.   | 132    |

### Continental-Cup-Platzierungen
| Saison  | Platz | Punkte |
| ------- | ----- | ------ |
| 2020/21 | 41.   | 006    |
| 2021/22 | 35.   | 015    |
| 2022/23 | 20.   | 081    |
| 2023/24 | 04.   | 332    |